# José Antonio Primo de Rivera

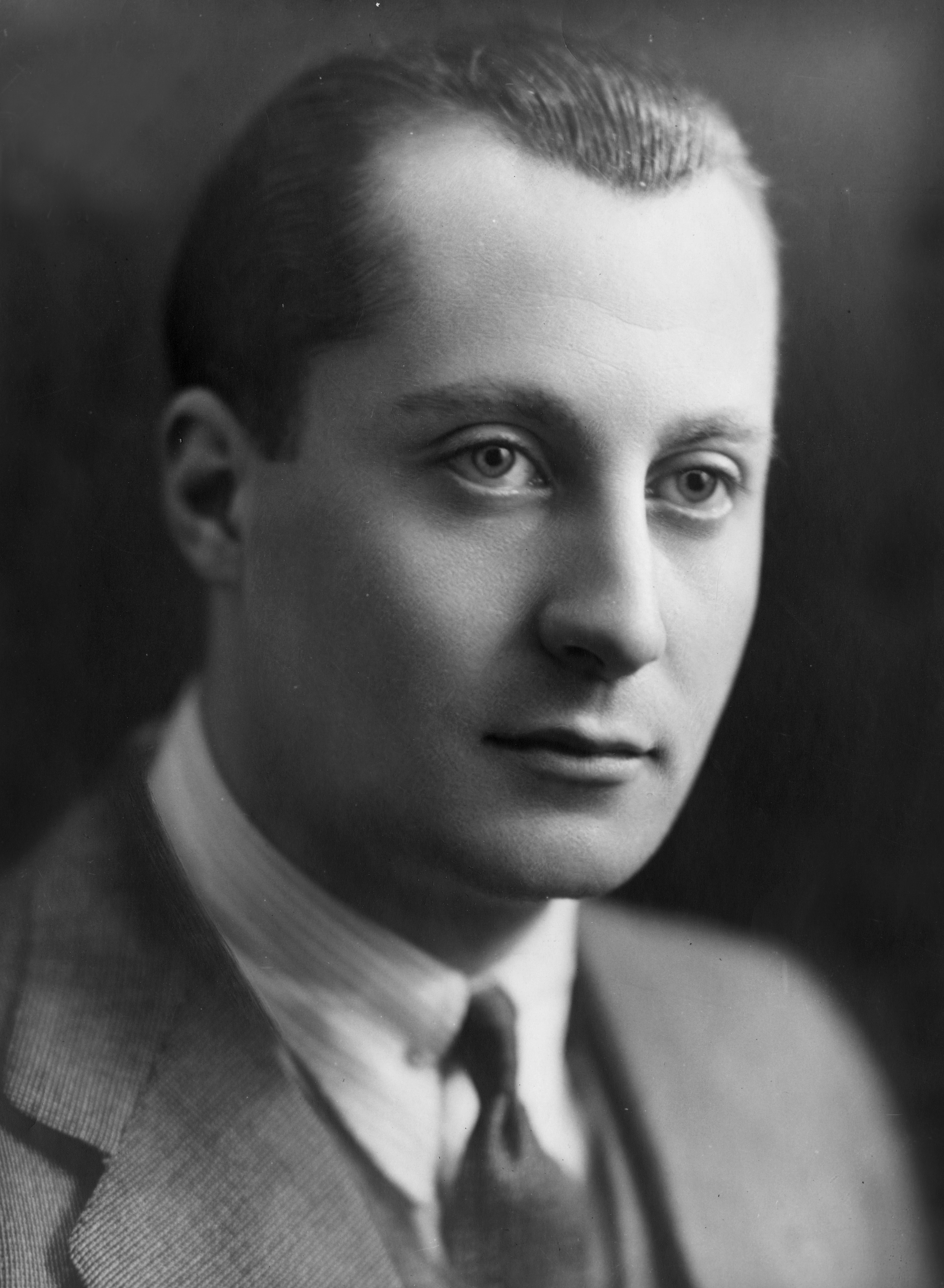
José Antonio Primo de Rivera

José Antonio Primo de Rivera (* 24. April 1903 in Madrid; † 20. November 1936 in Alicante) war ein spanischer faschistischer Politiker und von 1933 bis 1936 Parteiführer der Falange.

## Leben
José Antonio Primo de Rivera war der erstgeborene Sohn des Generals und Diktators Miguel Primo de Rivera, der Spanien von 1923 bis 1930 regierte. Mit fünf Jahren verlor er seine Mutter und wurde zusammen mit seinen vier Geschwistern von einer Tante väterlicherseits erzogen.
Nachdem ihm sein Vater von einer militärischen Karriere abgeraten hatte, studierte er Recht an der Universität von Madrid, wurde Anwalt und schrieb für die Zeitungen El Fascio und ABC.
Er war bemüht, das Erbe seines Vaters zu verteidigen, und nahm deshalb am 2. Mai 1930 das Amt des Vizesekretärs der Unión Monárquica von Alfonso Sala Argemí an. Bei den Wahlen von 1931 wurde er jedoch von seinem konservativen Gegenkandidaten Bartolomé Cossío geschlagen.
1932 beteiligte er sich am Militärputsch des Generals José Sanjurjo und wurde daraufhin verhaftet.
Kurz danach gründeten er und Julio Ruiz de Alda das Movimiento Sindicalista Español, die Vorgängerorganisation der Falange. Am 29. Oktober 1933 gründete Primo de Rivera zusammen mit dem Piloten Julio Ruiz de Alda und dem Schriftsteller Alfonso García Valdecasas in Madrid die faschistische Falange, deren Hymne Cara al Sol er selbst gemeinsam mit einem Autorenkollektiv dichtete.
1934 schloss sich seine Partei mit der Juntas de Ofensiva Nacional Sindicalista zusammen und nannte sich danach, unter seiner Führung stehend, Falange Española de las Juntas de Ofensiva Nacional-Sindicalista.
Bei den Wahlen des Jahres 1936 gewann die Falange nur 0,7 % der Stimmen. Nach dem Sieg der linken Kräfte wuchs die Partei rasch und hatte im Juni 1936 bereits 40.000 Mitglieder.
Nach dem Mordversuch von rechtsgerichteten Studenten der SEU (Sindicato Español Universitario) an Luis Jiménez de Asúa wurde seine Partei verboten.

## Tod
Er wurde am 6. Juni 1936 wegen des Besitzes einer Schusswaffe festgenommen und zuerst in Modelo bei Madrid mit anderen Mitgliedern der Partei inhaftiert. Von seiner Zelle aus leitete er jedoch die Partei weiter und unterstützte den Militärputsch im Juli 1936 gegen die Zweite Spanische Republik. Er wurde nach Alicante verlegt. Schon im Juli 1936 erklärte Primo de Rivera öffentlich, dass er die rebellierenden Generäle unter Emilio Mola unterstützte. Bei dem Prozess vor dem Gericht in Alicante übernahm er die eigene Verteidigung sowie die seines Bruders Miguel und dessen Frau. Am 17. November 1936 wurde José Antonio wegen der militärischen Revolte zum Tode verurteilt und am 20. November 1936 hingerichtet.

## Bedeutung für das Franco-Regime
1937 löste der Caudillo und Generalissimus Francisco Franco die Falange in der Vereinigung mit weiteren Gruppierungen zur neuen Staatspartei F.E.T y de las JONS auf.
Franco schuf einen Personenkult um Primo de Rivera. Nach seiner Verhaftung nannten ihn die Falangisten „El Ausente“ (der Abwesende). Dies sollte seine Bedeutung als Führer der nationalistischen Kräfte hervorheben. Nach seiner Erschießung nannte man ihn auch „Märtyrer des Kreuzzugs“.
Während der Franco-Zeit wurde in jedem Dorf eine Gedenktafel für die gefallenen nationalistischen Soldaten errichtet, mit der Inschrift «Caídos por Dios y por España» (deutsch: „Gefallen für Gott und für Spanien“). Auf jeder Tafel war der Name von Primo de Rivera als erster aufgeführt.
Nach dem Bürgerkrieg ließ Franco das Mahnmal Valle de los Caídos in der Sierra de Guadarrama (Madrid) für die Gefallenen des Regimes und zur Verherrlichung der Falange bauen, José Antonio Primo de Rivera wurde dort 1959 beigesetzt. Seine sterblichen Überreste verblieben auch nach der Exhumierung von Francisco Franco im Jahr 2019 „diskret“ als ein Opfer des Bürgerkrieges vor Ort. Von dort wurde sie dann im April 2023 aber ebenso exhumiert und auf dem Madrider San-Isidro-Friedhof beigesetzt.
Der 20. November („20-N“) ist bis heute ein symbolisches Datum für die spanische Rechte. Die letzte Statue von Primo de Rivera wurde im März 2005 in Guadalajara auf Drängen der Regierung unter José Luis Rodríguez Zapatero (Spanische Sozialistische Arbeiterpartei) entfernt.
Primo de Riveras Schwester Pilar Primo de Rivera gründete die Sección Femenina, die Frauensektion der Falange.
Die Sección Femenina gab als ihr Ziel an, die spanische Frau zu den „sozialen katholischen Grundwerten“ zu erziehen.